# Војна академија 3: Нови почетак
Војна академија 3: Нови почетак је српски филм из 2016. и представља наставак филма Војна академија 2 из 2013. године. Режирао га је Дејан Зечевић, а сценарио су писали Бобан Јевтић и Милан Коњевић.
Филм је премијерно приказан 8. новембра 2016. у Сава центру. Упоредо са филмом, снимана је трећа сезона телевизијске серије од петнаест епизода, која је премијерно емитована од 19. фебруара до 4. јуна 2017. године.

## Радња
Шта се догодило са јунацима популарне Војне академије од тренутка када смо их последњи пут срели? Генерација кадета која је освојила срца милиона наставља своје авантуре. 
Позната лица, затичемо две године пошто су дипломирали. Професионалне обавезе преплићу се са приватним проблемима и искушењима ови амбициозних младих људи које веже пријатељство за цео живот. Истовремено, почиње упис нових кандидата на Војну академију, међу којима се издвајају Груја и Буги, два нераздвојна друга, Ика супер интелигентан бунтовник, шармантна брбљивица Цеца, тајанствена и помало усамљена Анђела и Маша, девојка која на Академији види бег од посесивне мајке. Оно што ће њима бити најважнија заједничка лекција је спознаја да Војна академија није само војна школа, већ школа живота.

## Улоге
| Глумац              | Улога                              |
| ------------------- | ---------------------------------- |
| Радован Вујовић     | поручник Радисав Рисовић Рис       |
| Бојан Перић         | поручник Данијел Стошић            |
| Иван Михаиловић     | поручник Мирко Клисура             |
| Бранко Јанковић     | поручник Живојин Џаковић           |
| Јелисавета Орашанин | поручник Весна Роксандрић Роксанда |
| Тијана Печенчић     | поручник Милица Зимоњић Зимче      |
| Драгана Дабовић     | поручник Инес Шашвари Шаша         |
| Тамара Драгичевић   | Надица Арсић                       |
| Љубомир Бандовић    | мајор Жарач                        |
| Небојша Миловановић | мајор Кашанин                      |
| Милош Тимотијевић   | мајор Видоје Васиљевић             |
| Јелица Сретеновић   | Буразер                            |
| Милица Михајловић   | куварица Шеки                      |
| Бранислав Лечић     | начелник генерал Никола Стефановић |
| Тихомир Станић      | пуковник Зековић                   |
| Ивана Михић         | Емилија Стошић                     |
| Дара Џокић          | Рисова мајка                       |
| Феђа Стојановић     | Рисов отац                         |
| Софија Рајовић      | Ивана                              |